# Prvomajski trg, Piran
Prvomajski trg (včasih Stari trg, italijansko Piazza Vecchia) je eden od trgov v Piranu. 
Trg odlikujejo baročna arhitektura in plastike.

## Zgodovina
Na lokaciji cerkve sv. Donata so bile leta 1988 izvedene obsežne arheološke raziskave, ki so odkrile do takrat nepoznane ostaline antičnega Pirana. Na podlagi odkritih keramičnih posod iz bronaste dobe (18 stoletje pr. K.), ki so ležale v najnižjih kulturnih plasteh, danes lahko sklepamo o poselitvi piranskega polotoka že v prazgodovini. Arhitekturni ostanki in drobne najdbe iz 1. stoletja in 2. stoletja n. št. pa so prvi dokaz stalne naselitve, ko je naselbina verjetno postala središče regionalnega značaja, predvsem zaradi močno razvitega ruralnega zaledja. Anonimni geograf iz Ravene v svojem delu Kozmografija iz 6. stoletja med istrskimi mesti omenja tudi Piranon, torej v obdobju, ko so morali prebivalci naselbino zavarovati z obzidjem. Prav zgodnjesrednjeveško obdobje (6.-10. stoletje) je na raziskanem prostoru izpričano s številnimi najdbami, ki nakazujejo na naraščajoč pomen naselbine. To potrjujejo tudi pisani viri, saj naj bi oglejski patriarh Marcian (619-628) bil doma iz Pirana (hic ex Pirano oppido Istrie ortus), medtem, ko je iz listine cesarja Otona II. (974) razvidno, da je bila tedaj piranska župnija podrejena oglejskim patriarhom.
V srednjeveškem obdobju (10.-13. stoletje) je imel Stari trg (danes Prvomajski trg) današnjo tlorisno zasnovo in status osrednjega  mestnega trga z občinsko palačo, današnjo podobo pa je dobil v 17. in 18. stoletju, ko je njegovo funkcijo prevzel novozgrajeni Tartinijev trg.

## Arhitektura

### Cisterna
Na sredi trga stoji kamnit zbiralnik deževnice, ki zajema skoraj celotno površino trga. Zgradili so ga po hudi suši leta 1775. Na ploščad vodijo stopnice, ki jih krasita alegorična kipa Postave in Pravice. Na ščitu Postave je zapis podatkov o cisterni: letnica, opis namena gradnje in imena meščanov, ki so prispevali sredstva za gradnjo. Na ščitu Pravice so mestni grb, grb družine Marcello in grb rodbine Bemba.

### Cerkev sv. Donata
Cerkev sv. Donata se v pisanih virih omenja prvič leta 1325, čeprav je verjetno nastala že pred tem letom. Zgrajena je bila na  pobudo družine Del Senno, ki je v Piran prišla v 13. stoletju, posvečena pa je mučeniku svetemu Donatu...